# Main distribution frame
En telefonía, un main distribution frame (MDF, main frame o en ocasiones denominado site) es una estructura de distribución de señales para conectar equipo de redes y telecomunicaciones a los cables y equipos que corresponden al proveedor de servicios de telefonía, Internet, entre otros. 
El MDF es un punto final dentro de la central telefónica local donde el equipo y las terminaciones de bucles locales son conectados por un jumper. Todos los pares de cable de cobre que proveen de servicios a través de líneas telefónicas llegan al MDF y son distribuidos hacia los equipos dentro de la central, tales como repetidores y DSLAM. Asimismo, los cables de los IDFs, es decir, de estructuras intermedias de distribución de señales, también deben terminar en el MDF. El IDF es un recinto de comunicación secundaria para un edificio que usa una topología de red en estrella. Los sistemas de radio Trunking pueden terminar en un MDF o en un TMDF (Trunk Main Distribution Frame).
Como otras redes de distribución de señales, el MDF provee de flexibilidad al asignar instalaciones, con un costo menor y una capacidad mayor que la de un patch panel.
El tipo más común de un MDF grande es un estante largo de acero, accesible desde ambos lados. En uno de ellos, las terminales eléctricas son acomodadas horizontalmente en el frente de las repisas del estante. Los jumpers descansan en las repisas y pasan a través de un anillo de acero para correr verticalmente a otros bloques con terminales que son acomodados verticalmente. Hay un anillo en la intersección de cada nivel y cada vertical. Instalar un jumper requiere dos personas, una en cada lado. Las repisas son suficientemente angostas como para permitir que los anillos estén al alcance de la mano, pero los instaladores prefieren colgar el jumper en un gancho colgado en una barra, de forma que su compañero pueda jalarlo a través del anillo. Un separador de conexiones eléctricas en la parte del bloque con las terminales evita que los cables cubran las terminales de otros. Con una administración estricta, el MDF puede controlar más de cien mil jumpers, cambiándolos con frecuencia sin enredarse.

## Historia
Durante la primera mitad del siglo XX, todos los jumpers de MDF eran soldados. Esto era confiable pero lento y caro. En la década de 1960 se introdujeron los wire-wraps y en la década de 1970 los punch blocks.
Cada jumper es un cable de par trenzado. A mediados del siglo XX, los cables de tipo jumper en Estados Unidos eran de calibre AWG 24 y de un solo filamento. Contaban con una cubierta interna de polietileno y una envoltura de algodón, impregnada para hacerla frágil y fácil de remover limpiamente. A finales del siglo XX tenían una sola capa de polietileno, reticulada para proveer el grado de fragilidad adecuado.

## Características
Algunos MDF tienen dos pisos para no tener que ser de la longitud de una cuadra. Algunos pocos son de tres pisos. En el Reino Unido los cables hacia afuera finalizan en el lado horizontal, y el equipo interior en el lado vertical. En Estados Unidos el orden es inverso. 
Los MDF más pequeños, y algunos modernos de gran tamaño, tienen un solo lado para que un trabajador pueda instalar, remover o cambiar un jumper. Algunos sistemas de soporte de operaciones ayudan a esta tarea asignando las terminales juntas, para que la mayoría de los jumpers puedan ser cortos y no congestionen al MDF. Esta base de datos mantiene control de todas las terminales y los jumpers. A mediados y finales del siglo XX estos listados de control se mantenían en libros de contabilidad. El método posterior para bases de datos ahorra mucho trabajo, ya que permite que los jumpers viejos sean reutilizados en nuevas líneas.
La adopción de la conmutación distribuida a finales del siglo XX disminuyó la necesidad de tener MDFs grandes y activos. 
El MDF usualmente tiene dispositivos protectores, incluyendo disipadores de calor y funciona como un punto de prueba entre una línea telefónica y la oficina central. Asimismo, es imperativo controlar el acceso al MDF para evitar vandalismo, cambios en las conexiones o desconfiguraciones de equipos que puedan resultar en malos funcionamientos de los equipos conectados a él. Dependiendo de su tamaño, la temperatura dentro del MDF debe ser controlada con un equipo de aire acondicionado, ya que, a mayor número de equipos se producirá una mayor disipación de calor.
Ocasionalmente, el MDF está combinado con otros tipos de redes de distribución de señales en una CDF (Combined Distribution Frame). El MDF en una PBX realiza funciones similares a las de un MDF en una oficina central. Para poder automatizar el cambio de jumpers, el Automated Main Distribution Frame (AMDF) juega un papel importante.